# Phospholamban
Phospholamban (PLB, PLN) ist ein Protein in Herzmuskelzellen, das die Aufnahme von Ca2+ in das sarkoplasmatische Reticulum steuert: Im dephosphorylierten Zustand hemmt es die SERCA (Sarcoplasmic/endoplasmic reticulum calcium ATPase), eine in die Membran des sarkoplasmatischen Retikulums integrierte Ca2+-Pumpe. Nach β-adrenerger Stimulation der Herzmuskelzelle wird Phospholamban durch die Proteinkinase A phosphoryliert, seine hemmende Wirkung wird aufgehoben, so dass mehr Ca2+ ins sarkoplasmatische Reticulum aufgenommen wird und die Herzmuskelzelle so schneller relaxieren kann. Das Protein besitzt demnach in phosphoryliertem Zustand einen positiv lusitropen Effekt.
Mutationen am PLB-Gen können die seltene dilatative Kardiomyopathie Typ 1P verursachen.